# IGFBP5
IGFBP5 (англ. Insulin like growth factor binding protein 5) – білок, який кодується однойменним геном, розташованим у людей на короткому плечі 2-ї хромосоми.  Довжина поліпептидного ланцюга білка становить 272 амінокислот, а молекулярна маса — 30 570.
| 10         |  | 20         |  | 30         |  | 40         |  | 50         |
| ---------- |  | ---------- |  | ---------- |  | ---------- |  | ---------- |
| MVLLTAVLLL |  | LAAYAGPAQS |  | LGSFVHCEPC |  | DEKALSMCPP |  | SPLGCELVKE |
| PGCGCCMTCA |  | LAEGQSCGVY |  | TERCAQGLRC |  | LPRQDEEKPL |  | HALLHGRGVC |
| LNEKSYREQV |  | KIERDSREHE |  | EPTTSEMAEE |  | TYSPKIFRPK |  | HTRISELKAE |
| AVKKDRRKKL |  | TQSKFVGGAE |  | NTAHPRIISA |  | PEMRQESEQG |  | PCRRHMEASL |
| QELKASPRMV |  | PRAVYLPNCD |  | RKGFYKRKQC |  | KPSRGRKRGI |  | CWCVDKYGMK |
| LPGMEYVDGD |  | FQCHTFDSSN |  | VE         |  |            |  |            |

A: Аланін

C: Цистеїн

D: Аспарагінова кислота

E: Глутамінова кислота

F: Фенілаланін

G: Гліцин

H: Гістидин

I: Ізолейцин

K: Лізин

L: Лейцин

M: Метіонін

N: Аспарагін

P: Пролін

Q: Глутамін

R: Аргінін

S: Серин

T: Треонін

V: Валін

W: Триптофан

Кодований геном білок за функцією належить до фосфопротеїнів. 
Задіяний у такому біологічному процесі як поліморфізм. 
Секретований назовні.